# NGC 6385
NGC 6385 is een balkspiraalstelsel in het sterrenbeeld Draak. Het hemelobject werd op 22 juli 1886 ontdekt door de Amerikaanse astronoom Lewis A. Swift.

## Synoniemen
- UGC 10877
- MCG 10-25-44
- ZWG 300.35
- PGC 60343